# KZ-Außenlager Helmbrechts
Das Konzentrationslager Helmbrechts war ein Außenlager des KZ Flossenbürg. Es bestand ab 19. Juli 1944 und wurde am 13. April 1945 mit der Evakuierung und dem darauf folgenden Todesmarsch nach Zwodau aufgelöst.

## Gründung des Außenlagers Helmbrechts
Im Juli 1944 wurde das Konzentrationslager Helmbrechts als ein Außenlager des Frauenkonzentrationslagers Ravensbrück gegründet; jedoch wurde es bereits nach kurzer Zeit dem KZ Flossenbürg untergeordnet. In den nach Helmbrechts verlagerten Produktionsanlagen der Nürnberger Rüstungsfabrik Kabel- und Metallwerke Neumayer wurden Zwangsarbeiterinnen eingesetzt. Zusammen mit weiblichem SS-Gefolge und männlichen Wachposten trafen die ersten 179 gefangengenommenen Frauen aus dem KZ Ravensbrück am 19. Juli 1944 im Außenlager Helmbrechts ein. Die ersten Häftlinge wurden zunächst in den stillgelegten Werkhallen des Textilunternehmens Witt untergebracht, wo sie auch arbeiten mussten. Mit Fertigstellung des Barackenlagers wurden die Häftlinge dorthin umquartiert.

## Aufbau des Lagers

### Gelände
Das KZ-Außenlager befand sich am damaligen Stadtrand von Helmbrechts südlich der Kulmbacher Straße, heute Neubausiedlung Weichselweg/Oderstraße. Die Häftlinge selbst bewohnten drei von insgesamt elf im August 1944 fertiggestellten Holzbaracken. Neben den Häftlingsbaracken gab es auch eine Revierbaracke. In ihr befanden sich eine Waschküche, eine Unterkunft für eine sowjetische Häftlingsärztin, deren Helfer und eine Krankenstube, in die invalide Gefangene gebracht wurden. Zwischen der Revierbaracke und den Baracken für die Häftlinge befand sich der ca. 45 mal 30 Meter große Appellplatz. Diese vier Baracken wurden mit dem Appellplatz von einem zwei Meter hohen Stacheldrahtzaun umschlossen. Allerdings war dieser nicht, wie in anderen Konzentrationslagern üblich, elektrisch geladen oder beleuchtet. Den restlichen Teil des Lagers nahmen eine Küchenbaracke mit einer angrenzenden Kantine für die Wachposten und einer Nähstube sowie mehrere größere Baracken zur Lagerung von Kleidung und Lebensmitteln ein. Eine Waschstube und Unterkünfte für das nach Geschlechtern getrennte Wachpersonal befanden sich in der Waschbaracke. Die gesamte Anlage wurde von einem einfachen Zaun begrenzt, an dem Warnschilder mit der Aufschrift „Sperrzone“ oder „Sperrgebiet – Es wird ohne Anruf geschossen“ angebracht waren.

### Organisation
Der damalige „Kommandoführer“ und somit Leiter des Lagers war SS-Unterscharführer Alois Dörr. In der Rolle der Erstaufseherinnen sind drei Namen zu nennen: Martha T., Irmgard H. und Hertha H. Die Wachmannschaft setzte sich aus 14 bis 21 männlichen Wachposten und 20 bis 23 weiblichen SS-Aufseherinnen zusammen. Die mit Gewehren und scharfer Munition bewaffneten Wachposten hatten die Häftlinge auf dem Weg zur Rüstungsfabrik und das Lager von außen zu bewachen. Die Bewachung der Häftlinge innerhalb der Fabrik und auf dem KZ-Gelände oblag den Aufseherinnen, die mit Gummiknüppeln, Stöcken oder Ähnlichem bewaffnet waren.
Verpflegung bekamen die Häftlinge zunächst von der Werkküche der Firma Witt geliefert. Allerdings war die Versorgung durch die allgemein problematische Ernährungslage gegen Ende des Zweiten Weltkriegs und die sowieso gering portionierten Gaben für die Häftlinge schlecht.

## Häftlinge

### Herkunft und Gründe für die Gefangenschaft

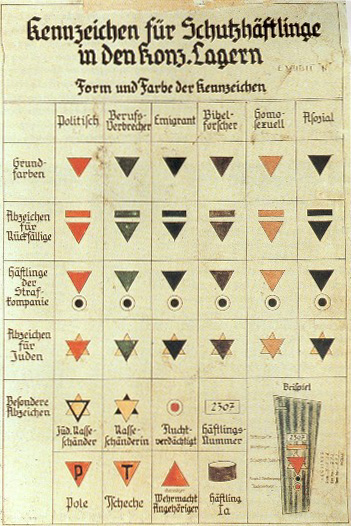
Kennzeichnung der Häftlinge in den Konzentrationslagern

Von den anfangs 670 bis 680 nichtjüdischen Häftlingen stammten viele aus Polen oder Russland, einige auch aus Frankreich und den Niederlanden, etwa 25 waren Deutsche von 18 bis ungefähr 30 Jahren. Während des dreitägigen Transports von Ravensbrück nach Helmbrechts erhielten die Frauen, die meist ohne Gerichtsurteil inhaftiert waren, keine Nahrung. Gründe für die Inhaftierung waren „Sabotage“, „Judenbegünstigung“, „Umgang mit Kriegsgefangenen oder ausländischen Arbeitern“ oder „Führerbeleidigung“. Gängige Kennzeichnungen im Konzentrationslager waren rote Dreiecke für politische Gefangene, grüne Dreiecke für „Berufsverbrecher“ und schwarze Dreiecke für „Asoziale“. Dazu kam eine Kennzeichnung mit den Buchstaben „P“ für Häftlinge aus Polen, „T“ für tschechische Gefangene und „R“ für Insassinnen aus Russland.

### Leben und Arbeit
Angekommenen Häftlingen wurde sofort Arbeit im Lagerbereich oder in der Rüstungsfabrik zugewiesen. Im Lager mussten Arbeiten wie Schnee räumen oder Reinigung der Baracken und des Geländes verrichtet werden. Der monotone Tagesablauf war durch einen genauen Zeitplan geregelt. Während der Arbeit, die in zwei Schichten zu je 12 Arbeitsstunden eingeteilt war, war es den Insassen strengstens verboten, persönliche Gespräche zu führen. Anfangs führte ein geringster Nachlass der Arbeit bereits zu Misshandlungen durch Schläge. Später wurden diese verboten, da sie die anderen Frauen zu sehr von der Arbeit ablenkten. Bestrafungen, die oftmals auch zu Bewusstlosigkeit und zum Tod führten, waren unter anderem auch das Spritzen von Säure ins Gesicht, stundenlanges Stillstehen ohne Essen auf dem Appellplatz bei allen Witterungsverhältnissen oder das Erhängen nach einem Fluchtversuch. Bei guter Arbeit gab es „Bezahlung“, wie zum Beispiel Essenszulagen oder „Scheine“, die in Papier, Bleistifte oder Ähnliches eingelöst werden konnten. Vor und nach der Arbeit gab es einen zehnminütigen Zählappell aller Insassen auf dem Appellplatz sowie einen täglichen Appell um 7 und um 19 Uhr. Die geringe Verpflegung, die die Häftlinge erhielten, stammte aus Münchberg und Helmbrechts und wurde in der Werksküche zubereitet. Unterkünfte waren hölzerne Baracken mit übereinanderliegenden Bettstellen. Die meist über 100 Frauen pro Baracke schliefen in Säcken, die mit Heu oder Stroh befüllt waren. Die Baracken konnten mit Kohleöfen beheizt werden, allerdings war nur unzureichend Brennmaterial vorhanden. Die Waschräume waren in kalten Monaten oftmals vereist und somit unbenutzbar. So traten aufgrund der Enge und mangelnder Hygiene häufig Infektionskrankheiten und Läusebefall auf. Eine ebenfalls inhaftierte russische Ärztin war für erkrankte Häftlinge zuständig, Medikamente und medizinische Geräte fehlten jedoch weitestgehend. Bei sehr schweren Erkrankungen bot der stark überlastete Privatarzt Dr. Durst, der aus Helmbrechts stammte, Aushilfe.

### Jüdische Häftlinge
Am 6. März 1945 kamen 621 gefangene jüdische Frauen in das Außenlager Helmbrechts. Überwiegend waren es polnische Jüdinnen, die nach der Besetzung Polens 1939 in Ghettos leben mussten, aber auch einige ungarische Jüdinnen. Die polnischen Frauen unter ihnen waren schon 1943 ins Außenlager Grünberg des KZ Groß-Rosen deportiert worden, die ungarischen erst 1944. 1945 wurden die Frauen dann zu Fuß vom Außenlager Grünberg in Schlesien nach Helmbrechts getrieben. Von den ursprünglich 1000 Häftlingen überlebten nur 621 Frauen den Weg nach Helmbrechts, da viele an Erschöpfung gestorben oder, sobald sie nicht mehr mithalten konnten, von Wachposten getötet worden waren.
Bei der Ankunft in Helmbrechts befanden sich die noch lebenden Frauen in einem äußerst schlechten Gesundheitszustand. Sie litten an Unterernährung, Erfrierungen und/oder Darm- und anderen Erkrankungen, insbesondere Ruhr und Noma. Bei den an Noma leidenden Frauen zerfielen das Mundschleimhaut- und das Wangengewebe als Folge der Unterernährung, die sichtbar werdenden Wangenknochen bedeuteten den sicheren Tod.
Im Lager selbst wurde streng zwischen Juden und Nichtjuden getrennt, es herrschte sogar ein Sprechverbot. Jüdische Häftlinge wurden in den hinteren beiden Baracken untergebracht, wo sie keine Schlafgelegenheiten vorfanden. Nachts wurden die Baracken zugesperrt. Im Winter froren die Waschanlagen zu, als Ersatz dafür waren Blecheimer vorgesehen. Das hatte die Verunreinigung der Baracken durch Durchfall, Gestank und somit neue Infektionen zur Folge. Medikamente oder medizinische Betreuung erhielten kranke Jüdinnen nicht. Auch ihre Essensportionen waren sehr rationiert. So gab es zum Beispiel die „Judensuppe“, eine mit Wasser verdünnte Suppe. Außerdem waren jüdische Häftlinge aufgrund von kleinen Missgeschicken, Hunger, Durchfall oder anderen Krankheiten die häufigsten Opfer von Bestrafungen. Sie mussten Schläge, unbekleidetes Stillstehen und Misshandlungen über sich ergehen lassen. Arbeiten mussten Jüdinnen nicht. Ihre einzige Hilfe war eine Entlausungsaktion, bei der zwar ihre Kleidung entlaust wurde, sie trotz Vorrat jedoch keine neue Bekleidung zugeteilt bekamen. So trat die Läuseplage durch schlechte sanitäre Verhältnisse sehr schnell wieder auf. Zwischen dem 6. März und dem 13. April 1945 (Räumung des Konzentrationslagers) starben etwa 40 bis 50 jüdische Häftlinge. Den toten Frauen wurde die Kleidung ausgezogen, um eine Identifizierung zu erschweren, bevor sie in eine Holzkiste gelegt wurden. Es wurden auch Jüdinnen eingegraben, die noch schwache Lebenszeichen von sich gaben. Da die Zivilbevölkerung von all dem so wenig wie möglich mitbekommen sollte, wurden die Beerdigungsstellen nicht gekennzeichnet. Die Totenscheine, die nach Flossenbürg gesandt wurden, wurden von Erstaufseherin Hertha H. mit erfundenen Todesursachen aufgesetzt und von Dr. Durst ausgestellt. Die Toten wurden später durch die Amerikaner exhumiert und würdig bestattet.

### Flüchtlinge aus dem Lager
Nach geflohenen Häftlingen wurden Suchtrupps ausgesandt, die aus männlichem und weiblichem Wachpersonal, Polizisten sowie Mitgliedern der Hitlerjugend und des Jungvolks bestanden. Die im Konzentrationslager verbliebenen Häftlinge mussten strammstehen. Wurden die Geflohenen gefunden, so wurden sie zur Abschreckung und Warnung auf den Appellplatz in den Kreis der anwesenden, strammstehenden Häftlinge gebracht. Dort wurden ihnen als übliche Schikane für wiedereingefangene Häftlinge die Haare abgeschnitten, bevor sie pausenlos misshandelt und vor weiteren Fluchtversuchen gewarnt wurden. Zudem wurden sie mit kaltem Wasser überschüttet und in die ungeheizte Waschküche in der Revierbaracke gebracht, wo sie auf dem Fußboden zurückgelassen wurden. Falls sie überlebten, wurde ihnen ein roter Kreis auf die Kleidung genäht. Dieser war als Zielscheibe für das Wachpersonal zu sehen und bedeutete „fluchtgefährdet“. Ein Beispiel eines Fluchtversuchs ist die Flucht der russischen Ärztin. Obwohl jene unter den Gefangenen noch am besten behandelt wurde, floh sie gemeinsam mit zwei weiteren Frauen am 5. Februar 1945. Die Ärztin und eine weitere Frau wurden wieder eingefangen, erstere starb in der Nacht infolge der erlittenen Misshandlungen. Im Totenschein wurde als Todesursache Herzversagen angegeben.

## Auflösung des Lagers

### Evakuierung und Todesmarsch
Die Evakuierung des KZ-Außenlagers Helmbrechts wurde durch den Befehl des Leiters des KZ Flossenbürg, das Lager bei zunehmender Nähe der US-Truppen zu räumen, am 13. April 1945 eingeleitet. Der Begriff „Evakuierung“ ist hier jedoch nicht als Rettung, sondern als das Zwingen von Personen, weite Strecken zu laufen, zu verstehen. Zum einen sollten die Beweise für die in den Konzentrationslagern verübten Verbrechen vernichtet werden, zum anderen die Gefangenen als Arbeitskräfte für andere Konzentrationslager erhalten bleiben. Ziel und Aufgabe des Kommandoführers Alois Dörr war es, mit den gefangenen Frauen nach Zwodau zu einem weiteren KZ-Außenlager für Frauen des KZ Flossenbürg zu marschieren. Wer nicht mehr laufen konnte, wurde zunächst in einem offenen Fahrzeug befördert. Allerdings galt eine Frau erst dann als krank, wenn sie schon beinahe tot war. Nur 60 von 1173 Gefangenen wurden auf einem Lastwagen transportiert.
Auch bei der Evakuierung aus dem Lager wurden die vielen Menschen von bewaffnetem SS-Gefolge bewacht, darunter Ruth Elfriede Hildner und Hertha Haase. Letztere war die Geliebte des verheirateten Alois Dörr, Erstaufseherin im Lager und bei den Häftlingen als besonders brutal gefürchtet. Die männlichen Bewacher waren mit Gewehren, die weiblichen mit Stöcken oder Peitschen ausgerüstet. Wer während der langen Strecke nicht mehr laufen konnte, wurde erschlagen oder erschossen. Die „gesunden“ Häftlinge wurden in Laufgruppen eingeteilt. Die 580 jüdischen Frauen mussten im hinteren Teil des Marsches laufen. Außerdem mussten einige Handwagen von ihnen mitgezogen werden, beladen mit dem Gepäck der Wachposten sowie mit den Akten des KZ Helmbrechts, die vor den Amerikanern versteckt werden sollten. Auch an den Gaben für die Frauen ist die Benachteiligung jüdischer Frauen deutlich zu erkennen. Anders als ihre nichtjüdischen Mitgefangenen erhielten sie keine der übrigen Decken oder Schuhe aus dem Lager. Auch die ohnehin schon kleinen Essensrationen, die für den Lauf verteilt wurden, fielen bei jüdischen Inhaftierten noch geringer aus. Viele der Jüdinnen, die zu Fuß bereits über 300 Kilometer von Grünberg nach Helmbrechts gelaufen waren, hatten nicht einmal Schuhe. Sie trugen Säcke und Lumpen um die Füße gewickelt, bestenfalls Schuhe mit Holzsohlen.
Der Zug von Menschen setzte sich am 13. April 1945 gegen 10 Uhr in Bewegung. Vor dem Abmarsch gab Dörr den Befehl, Frauen und Mädchen, die unterwegs nicht mehr weiterkonnten, zu erschießen. Nahe der Autobahnunterführung bei Ahornberg brachte ein Aufseher die erste der erschöpften Frauen um, die Häftlingsnummer wurde von ihrer Kleidung abgetrennt.
Der Marsch führte von Helmbrechts über Haide und Meierhof in Richtung Ahornberg. Von dort aus ging es weiter durch Reuthlas bis nach Modlitz. Größere Dörfer oder Straßen wurden vom SS-Gefolge gemieden, um den Kontakt mit Zivilisten zu vermeiden. Einige Zivilisten, die den Frauen Brot oder Ähnliches zustecken wollten, wurden durch Androhung von Gewalt wieder vertrieben. Während des gesamten Marsches, der weiter durch Wölbersbach und Seulbitz nach Schwarzenbach an der Saale führte, wurden etliche Frauen erschossen oder erschlagen, weil sie nicht mehr mithalten konnten. Ihre Leichen wurden teilweise von ansässigen Bewohnern gefunden und in nahegelegenen Friedhöfen beerdigt. „Auf der Flucht erschossen“ lautete die Bezeichnung für die Ermordung gehunfähiger Gefangener. Nachdem die Frauen in Schwarzenbach eine Nacht im Freien verbringen mussten, was die Zahl der Krankheiten erneut ansteigen ließ, wurden die Häftlinge weitergetrieben. Sie erreichten die Ortschaften Quellenreuth, Rehau und schließlich Neuhausen. Dort angekommen bekamen die Frauen wiederum weder Nahrung noch einen überdachten Schlafplatz. In Neuhausen traf ein Kurier der Reichsführung-SS auf die Kolonne. Er überbrachte dem Kommandanten den Befehl, keine Erschießungen mehr durchzuführen, da bereits begonnene Verhandlungen mit den Amerikanern nicht gestört werden dürften. Kommandoführer Dörr, der an der Authentizität des Kuriers „zweifelte“, überließ es jedoch den einzelnen Wachposten, Erschießungen gegebenenfalls weiterhin durchzuführen. Mitten in der Nacht, als die amerikanischen Truppen näherrückten, forderte Dörr die Gruppe auf, unverzüglich weiterzulaufen. Es entstand ein großes Durcheinander, was einigen Frauen die Flucht ermöglichte. Die Akten des Lagers wurden noch vor dem Aufbruch durch Asch nach Neuenbrand verbrannt.
Die folgenden Stationen hatten für die Häftlinge eine große Bedeutung. Nach einer Pause in Haslau bekamen die Gefangenen in Franzensbad zum ersten Mal Nahrung und wurden in Höflas in einer Scheune untergebracht. Am darauffolgenden Tag wurde in Bukwa erneut Brot verteilt, bevor am nächsten Tag das eigentliche Endziel Zwodau erreicht wurde. Nichtjüdische Frauen wurden dort weitgehend zurückgelassen, ca. 700 Jüdinnen, 20 Deutsche und einige andere Frauen mussten jedoch weitermarschieren, um den Amerikanern Beweise für an ihnen begangene Misshandlungen vorzuenthalten. Das eigentlich angestrebte Ziel, das Konzentrationslager Dachau, war nicht mehr erreichbar, da die Befreiung des KZ Dachau durch amerikanischen Truppen bereits stattgefunden hatte. Es ging weiter durch Lauterbach, Marienhof, Sangerberg und Kuttenplan. Hunger und Erfrierungen waren die häufigsten Todesursachen. Kurz vor Wilkenau wurde der Zug von einem Tieffliegerangriff überrascht. Einige überlebende Häftlinge begannen an getöteten Zugpferden oder verfaulten Futterrüben zu essen.

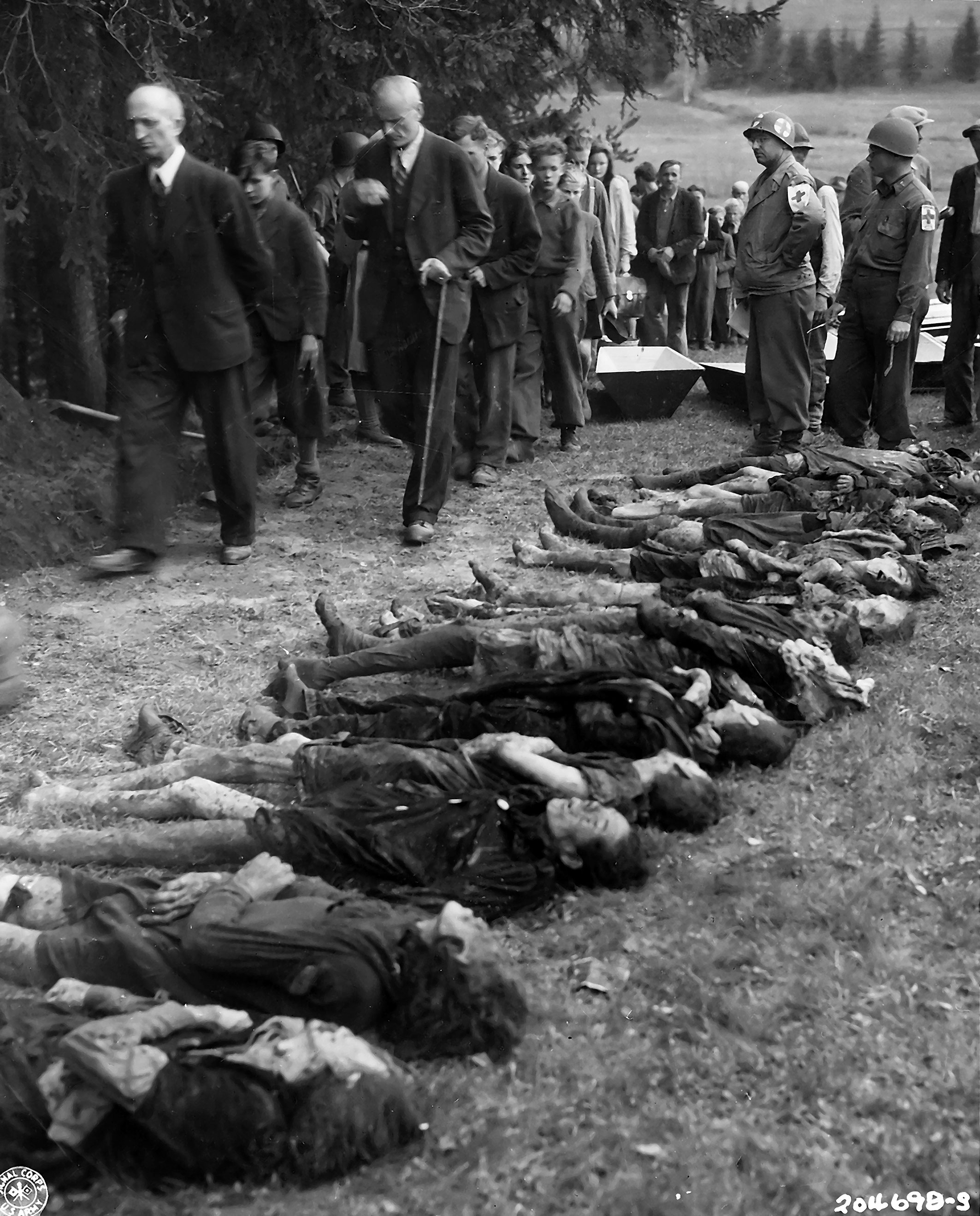
Deutsche Zivilisten werden am 11. Mai 1945 in Volary von US-Militär zum Vorbeigehen an Opfern eines Todesmarsches gezwungen

Am 25. April 1945 wurde die Grenze zum damaligen „Protektorat Böhmen und Mähren“ überschritten. Im Protektoratsgebiet wurden größere Ortschaften noch mehr gemieden, da die tschechische Bevölkerung von den Untaten der SS wusste und dem Wachpersonal daher zunehmend Schwierigkeiten bereitete. Weiter ging es durch Mraken nach Maxberg. Wegen des großen Tumults der ausgehungerten Frauen wurde ihnen dort das Essen verweigert. Hinter Neumark und Plöß befanden sich die Marschierenden wieder auf dem Gebiet des Deutschen Reichs. Weiter ging es durch Chudiwa, Neuern, Leschowitz, Olchowitz/Depoldowitz, Dorrstadt, Jenewelt und Seewiesen. Den noch gehfähigen Gefangenen wurde durch die Höhenunterschiede im Böhmerwald immer mehr Leistung abverlangt. Nach dem Passieren von Althütten, Hartmanitz/Oberkörnsalz und Unterreichenstein kam der Zug am 1. Mai 1945 in Außergefild an, wo die Häftlinge in Baracken eines Sägewerks untergebracht wurden. Am kommenden Morgen brachen die Überlebenden nach Ferchenhaid und Filz auf, wo sie eine weitere Nacht in Scheunen verbrachten. Am 3. Mai erreichten sie nach Elendbachl, Mitterberg, Obermoldau und Eleonorenhain schlussendlich Wallern. Dort entschloss sich Alois Dörr, einen Teil der Gefangenen aufgrund der unmittelbar bevorstehenden Einnahme durch die amerikanischen Truppen freizulassen. Etwa 100 nicht mehr gehfähige und kranke Frauen blieben zurück, von denen 20 die Befreiung durch die Amerikaner nicht mehr erlebten. Die übrigen wurden von den Befreiern in das dortige Hilfslazarett gebracht. Sie litten an extremer Unternährung, Lochfraßödemen an offenen Füßen, schweren Frost- und Eiterbeulen und anderen Krankheiten, die zum Teil noch nach dem Ende des Gewaltmarsches zum Tod führten.
Dörr selbst lief mit ungefähr 170 Frauen durch Eis und Schnee bis Prachatitz im südlichen Böhmerwald weiter, wo er am 4. Mai eintraf. Dort bestanden für ihn und die Wachmannschaft bessere Fluchtmöglichkeiten und die Freigelassenen trafen nicht sofort auf US-Soldaten. Auf dem Weg dorthin wurde die verbleibende Gruppe von amerikanischen Tieffliegern angegriffen. Während alle Häftlinge unversehrt blieben, kam eine der SS-Frauen ums Leben, zwei weitere wurden verletzt. Daraufhin erschossen drei Wachmänner vierzehn Jüdinnen im Wald bei Bierbrücke. Einige der Frauen, die noch gehen konnten, flohen während des Angriffs, die anderen mussten weiter Richtung Prachatitz laufen, wo sie endlich freigelassen wurden. Sie liefen in nahegelegene tschechische Dörfer, wo sie empfangen und versorgt wurden. Schwerkranke Frauen jedoch, die in der Scheune bleiben mussten, wurden am 5. Mai 1945 von drei SS-Männern erschossen. Diese flohen später, gerieten aber trotzdem in amerikanische Gefangenschaft.
Während des gesamten Todesmarsches starben 157 Frauen an Unterernährung, Erschöpfung oder akuten Erkrankungen. 59 Frauen wurden von Dörr und dem Wachpersonal ermordet. Die Frauen, die überlebten, wogen am Ende des Todesmarschs durchschnittlich 29 Kilogramm.

### Bedeutung der Amerikaner in Helmbrechts
Die Amerikaner besetzten Helmbrechts am 15. April 1945. Zwei Tage später stießen sie auf die KZ-Anlage, worauf sie den damaligen Bürgermeister befragten, der genau wie die Helmbrechtser Bevölkerung nichts von der Anlage gewusst haben wollte. Die Bewohner der Häuser um das KZ herum hatten jedoch Einblick in das Gelände, und auch die Frauen, die täglich zur Werkshalle und zurück getrieben wurden, wurden beobachtet. Am 6. und 7. Oktober 1946 mussten 55 Helmbrechtser Bürger, vor allem Naziaktivisten, auf Befehl der Amerikaner die Toten des ehemaligen Konzentrationslagers wieder ausgraben. Diese wurden nach Münchberg gebracht und von dort aus auf den jüdischen Friedhof nach Hof überführt. Die amerikanische Untersuchungskommission war auch bei der Exhumierung der Toten am Steinbruchgelände in Haide am 18. April 1945 anwesend. Die Nachforschungen und Befragungen, die die Amerikaner bis 1947 durchführten, wurden ohne Verurteilungen eingestellt. Erst 1961 begann die Staatsanwaltschaft Hof mit Untersuchungen in Fall Alois Dörr.

### Alois Dörr
Der am 14. Januar 1911 geborene Kommandoführer Alois Dörr trat am 1. Dezember 1932 – und damit noch vor der „Machtergreifung“ – der NSDAP bei. Der aus dem badischen Dorf Höpfingen stammende Dörr meldete sich als 22-jähriger freiwillig zur SS. Im Herbst 1940 teilte man ihn der Wachmannschaft des Konzentrationslagers Flossenbürg zu, vier Jahre später baute er als „Kommandoführer“ in Helmbrechts das Außenlager für weibliche Häftlinge auf.
Die Insassinnen des Lagers arbeiten unter teils unwürdigen Bedingungen für die dortige Zweigstelle der Nürnberger Rüstungsfirma Neumayer. Der verheiratete Dörr begann in Helmbrechts ein Verhältnis mit der SS-Oberaufseherin Herta Haase, die als die brutalste in der Wachmannschaft galt; beide führten ein grausames Regime. Als der Krieg vorbei war, warf Dörr seine SS-Uniform weg. Die Amerikaner hielten ihn für einen einfachen Soldaten und ließen ihn nach nur einem Jahr Gefangenschaft frei. Dörr übernahm den elterlichen Hof und galt als angesehener Bürger und Gemeinderat.
Eine frühere Gefangene erkannte den einstigen Kommandoführer des Frauenlagers Helmbrechts Anfang der 1960er Jahre auf einem Foto in der Lokalzeitung dessen schwäbischer Heimat, auf dem er bei einem Festumzug als Kommandant der Feuerwehr zu sehen war. Nach seiner Verhaftung im Jahr 1962 starteten Höpfinger Bürger eine Unterschriftenaktion und sammelten mehr als 50.000 DM als Kaution. Der Bürgermeister erklärte: „Mit einer Verurteilung widerfährt niemanden Gerechtigkeit“. Dörr habe „zum Wohle des Vaterlandes“ nur seine Pflicht getan.
Unter der Leitung Oskar Rauchs, der sich dem Vorwurf der Öffentlichkeit entgegenstemmte, die deutsche Justiz der Nachkriegszeit sei halbblind gegen die Verbrechen der Nazi-Schergen, trugen die Ermittler von 1962 bis 1969 Indizien zusammen, machten Zeugen im Ausland ausfindig und klagten Dörr schließlich an. Ab dem 20. März 1969 musste sich Dörr vor dem Schwurgericht in Hof wegen Mordes in 217 Fällen verantworten. Das Medieninteresse war groß; sogar das sowjetische Fernsehen und New Yorker Zeitungen schickten Berichterstatter.
Beim von Dörr befohlenen Todesmarsch waren 59 gefangene Frauen auf seinen Befehl oder durch ihn selbst erschossen worden, 157 weitere an Entkräftung gestorben. In der Anklageschrift hieß es: „Dörr sah in den Häftlingen keine vollwertigen Menschen. Er erblickte in ihnen nicht nur Staatsfeinde, Saboteure, Volksschädlinge, Asoziale oder Kriminelle, sondern betrachtete sie als Geschöpfe, denen kaum mehr Menschenwert zuzusprechen war“. Wegen fünffachen gemeinschaftlich begangenen Mordes wurde er am 31. Juli 1969 zu einer lebenslangen Freiheitsstrafe verurteilt, kam 1979 jedoch aufgrund einer Begnadigung durch den bayerischen Ministerpräsidenten Alfons Goppel frei. Alois Dörr starb am 18. Juni 1990 in Höpfingen in Baden-Württemberg als freier Mann.

## Gedenkstätte

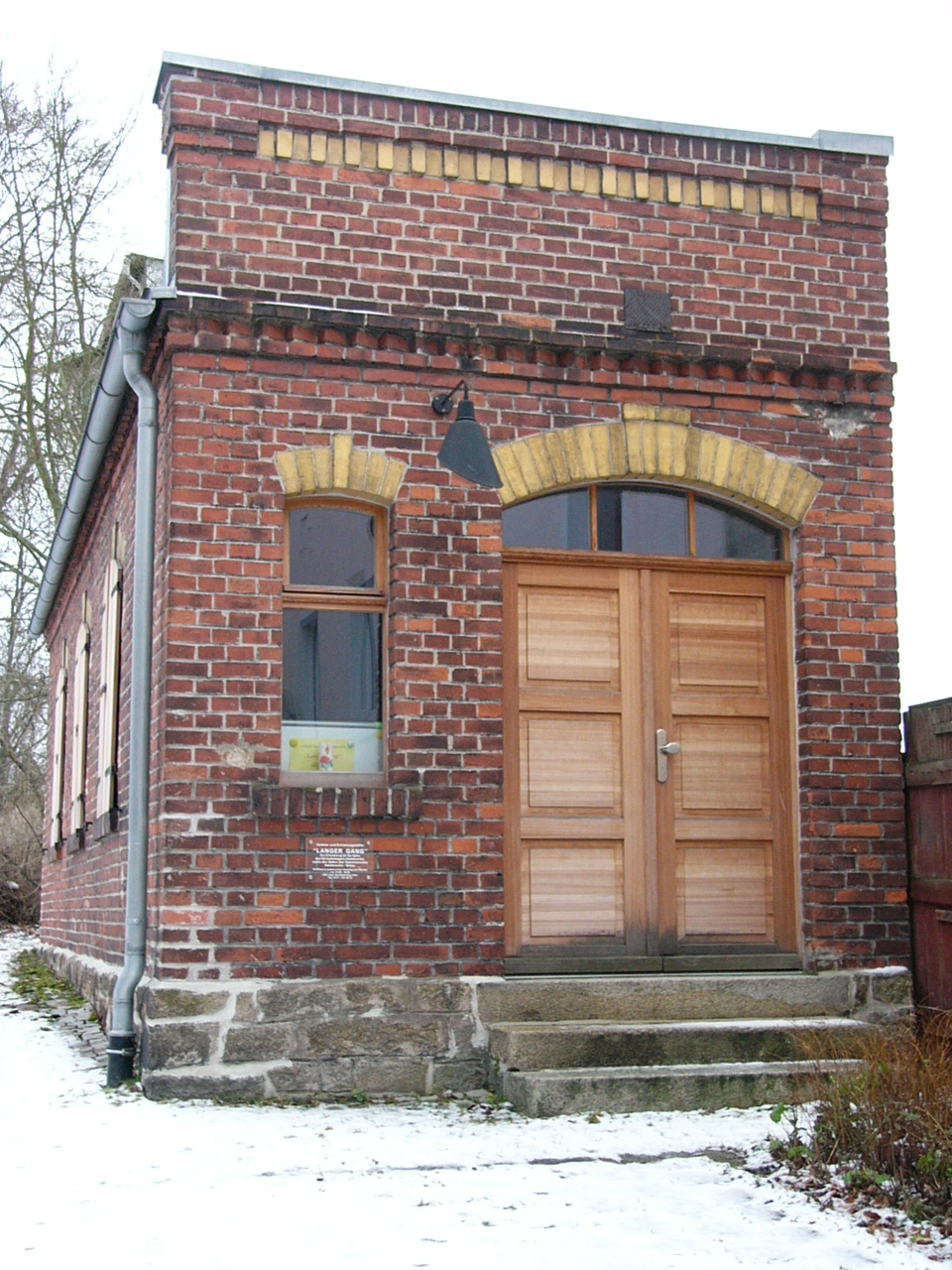
Gedenkstätte Langer Gang

An die Opfer des Außenlagers Helmbrechts und des damit verbundenen Todesmarschs erinnern heute eine Gedenktafel und ein Stein aus Volary (Tschechien) auf dem Helmbrechtser Friedhof sowie die Gedenkstätte Langer Gang in Schwarzenbach an der Saale.